# Amilcare Puviani
Amilcare Puviani (26 de marzo de 1854-12 de septiembre de 1907) fue un jurista, economista, político y profesor universitario italiano de Economía Política, Hacienda Pública y Derecho Financiero. Es conocido principalmente por su contribución al estudio y conocimiento del fenómeno de la ilusión financiera.
Nació en San Felice sul Panaro (Módena) y estudió la carrera de Derecho en Bolonia, donde se graduó en 1870 tras obtener las máximas calificaciones. Ejerció la abogacía en Roma hasta que en 1880 consiguió una plaza de profesor de Economía Política en la Universidad de Bolonia, donde posteriormente impartió también Hacienda Pública y Derecho Financiero.
En 1889 pasó al claustro de la Universidad de Perugia, donde fue profesor en la Facultad de Derecho hasta su muerte.
Su trabajo se vio obstaculizado por una enfermedad ocular grave que le llevó a la casi completa ceguera.
En 1903 publicó Teoría de la ilusión financiera (Teoria dell’illusione finanziaria), un libro de Economía y Sociología en el que plantea su teoría de la ilusión financiera, según la cual la clase dirigente del Estado consigue, a través de diversos medios —básicamente, la falta de transparencia del Sector público, unida a la ignorancia de los ciudadanos acerca de la actividad financiera—, que la ciudadanía tenga ideas erróneas acerca de la realidad de la financiación pública y del destino de los recursos públicos y que se mantenga alto el umbral de tolerancia de la ciudadanía hacia los fallos del Sector público.
- Datos: Q471300